# Rasesa
Rasesa è un villaggio del Botswana situato nel distretto di Kgatleng, sottodistretto di Kgatleng. Il villaggio, secondo il censimento del 2011, conta 3.933 abitanti.

## Località
Nel territorio del villaggio sono presenti le seguenti 11 località:
- Borojana di 12 abitanti,
- Diphiri di 32 abitanti,
- Diphuduhudu di 66 abitanti,
- Kgope di 184 abitanti,
- Manhuditshe di 20 abitanti,
- Marokolwane/ Mmamarobole di 34 abitanti,
- Nkaitsoka di 27 abitanti,
- Seleme di 56 abitanti,
- Senamane di 59 abitanti,
- Tlokweng di 55 abitanti,
- Tshele di 13 abitanti